# Кондорский, Евгений Иванович
Евгений Иванович Кондорский (1908—1989) — советский физик, доктор физико-математических наук (c 1939), профессор МГУ (c 1939). Заведующий кафедрой магнетизма физического факультета МГУ в 1955-1986 годах. Заслуженный деятель науки РСФСР (1980).

## Биография
Кондорский Евгений Иванович родился 9 августа 1908 года в городе Оренбург. Окончил физический факультет МГУ.
Научную работу начал в Московском университете (МГУ) под руководством члена корреспондента АН СССР Аркадьева В. К. Уже в 1932 году им была опубликована монография «Магнитные материалы для электротехнических применений». После защиты докторской диссертации по теме «Процесс намагничивания и гистерезис ферромагнетиков в области малых и средних индукций» и последующего присвоения степени доктора физико-математических наук (1939), он возглавил кафедру общей физики для естественных факультетов (1939–1955). С приходом известного физика-магнитолога на кафедре началась систематическая научная работа. Е. И. Кондорский заложил «магнитную» направленность научной работы кафедры, которая и сохранилась до настоящего времени. В период с 1939 по 1953 на кафедре велись экспериментальные и теоретические исследования процессов намагничивания и магнитного гистерезиса ферромагнетиков, а также ферромагнитного резонанса.
В годы Великой Отечественной войны профессор Кондорский руководил работой магнитной лаборатории АН СССР и участвовал в разработке средств защиты военно-морских кораблей от магнитного минно-торпедного оружия противника. С его участием была разработана серия электромагнитных приборов для авиационной промышленности и производства бронебойных снарядов. С участием Кондорского были проведены исследования магнитной проницаемости сердечников, применяемых в образцах оружия и аппаратуры. Был разработан прибор для контроля толщины немагнитных покрытий на стальных деталях с плоской поверхностью. Прибор изготовлялся для авиационной промышленности. Проведены исследования, связанные с расчётом магнитных полей кораблей с целью разработки средства защиты от магнитного минно-торпедного оружия противника и создания аппаратуры для измерения магнитного поля судов и их размагничивания.
В 1954 году, после переезда МГУ в новое здание на Ленинских горах, Евгений Иванович возглавил кафедру магнетизма, которой руководил до 1986 года. Кафедра получила обширные помещения в здании физического факультета и широкие возможности для развития научной работы. Учеником Х. Кондорского в 1953 году был немецкий физик Ульрих Хофманн.

## Научные исследования
Е. И. Кондорский придавал огромное значение исследованиям новых магнитных материалов и постоянно уделял их исследованиям огромное внимание. Проф. Е. И. Кондорский является основателем теории микромагнетизма. Он впервые сформулировал критерий абсолютной однодоменности, открыл новые квазиоднодоменные состояния микрочастиц. По сути, эти работы явились основой наномагнетизма. На основании разработанных им подходов Е. И. Кондорский создал теорию коэрцитивной силы и намагничивания, развил теорию аномального эффекта Холла и создал теорию аномального эффекта Нернста-Эттингсхаузена. Установил связь этих эффектов с топологией поверхностей Ферми. Выдвинул идею латентного антиферромагнетизма для решения инварной проблемы, включая объяснение магнитной анизотропии и антиферромагнетизма хрома. Инициировал развитие работ по магнетизму биологических микрообъектов, клеток, клеточных фрагментов и модельных аналогов биологических клеточных мембран.

### Результаты научных исследований
Наиболее важные результаты исследований Кондорского Е.И:
- Теория гистерезиса и коэрцитивной силы ферромагнитных веществ (1938—1949).
- Магнитная анизотропия в слабых магнитных полях, теория начальной и обратимой проницаемости ферромагнетиков (1938—1940).
- Микромагнетизм, теория однодоменных структур (1950—1958).
- Антиферромагнетизм в гранецентрированной решетке (1957—1967).
- Объяснение скрытого антиферромагнетизма сплава инвар (1960—1968).
- Установление связи атомных магнитных моментов с межатомными расстояниями. Зависимость магнитных моментов от давления (1958—1970).
- Связь аномальных гальваномагнитных явлений в переходных металлах со структурой поверхности Ферми (1968—1970).

## Публикации
- Антик, И. В. Магнитные измерения / И. В. Антик, Е. И. Кондорский, Е. П. Островский … [и др.]. — М. ; Л : ГОНТИ НКТП СССР. Ред. технико-теорет. лит, 1939. — 192 с.

## Награды
- В 1951 г. за научную работу Евгений Иванович награждается Орденом Трудового Красного Знамени.
- В 1984 г. вместе с рядом коллег он удостаивается Государственной премии СССР за цикл работ «Магнетизм и электронная структура редкоземельных и урановых соединений», опубликованных в 1959-1982 гг. Результаты этих работ «заложили физические основы для целенаправленного поиска новых высокоэффективных материалов для радиоэлектроники и вычислительной техники».
- В семидесятые годы Е. И. Кондорский получил звание заслуженный деятель науки РСФСР.

Е. И. Кондорский был председателем секции Научного Совета АН СССР по магнетизму, многие годы руководил Всесоюзным семинаром по материалам для магнитной записи. Он принимал активное участие в организации конференций по магнетизму, как в Советском Союзе, так и за рубежом. По его инициативе Международная конференция по магнетизму (ICM) дважды проводилась в Москве — в 1956 и 1973 годах. До конца своих дней он поддерживал дружеские отношения с ведущими магнитологами мира.
Е. И. Кондорский является автором около 400 научных работ, пяти монографий и нескольких учебников по магнетизму.

## Педагогическая деятельность
Огромное внимание Евгений Иванович уделял воспитанию молодежи. В Московском Университете он читал курсы лекций «Физика магнитных явлений», «Зонная теория магнетизма», «Физика твердого тела», «Квантовая теория твердого тела». Под его руководством защищено более 16 докторских и около 40 кандидатских диссертаций. Его ученики возглавляют большинство кафедр магнетизма и магнитных лабораторий, как в России, так и в бывших республиках СССР.